# Sonny Dunham

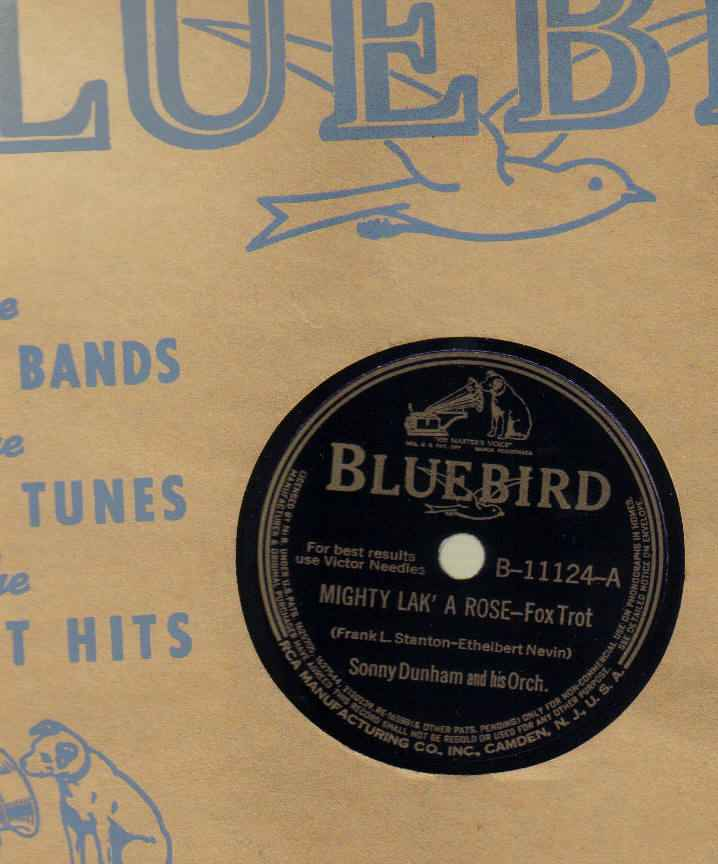
Sonny Dunhams Bluebird-Schallplatte von „Mighty Lak´ a Rose“

Sonny Dunham (* 16. November 1911 in Brockton (Massachusetts) als Elmer Lewis Dunham; † 9. Juli 1990) war ein US-amerikanischer Trompeter und Bigband-Leader im Bereich des Swing und der Populären Musik.

## Leben
Sonny Dunham begann im Alter von sieben Jahren Posaune zu spielen, mit elf Jahren Zugposaune. In seiner Jugend trat er mit lokalen Bands auf; von 1929 und 1931 war er Mitglied in Paul Tremaines Orchester, wo er auch als Arrangeur und Bandvokalist tätig war; danach wechselte er zur Trompete. Im März 1937 verließ er Tremaine und gründete sein erstes Orchester mit der Bandbezeichnung Sonny Lee and the New York Yankees, das er jedoch schon im November 1937 auflöste. Er spielte dann in Glen Grays Casa Loma Orchestra und wirkte an deren Plattenaufnahmen für Decca mit; sein größter Erfolg in dieser Phase war die Eubie Blake Nummer „Memories of You“.
Dies ermutigte ihn, das Casa Loma Orchestra zu verlassen und erneut eine eigene Formation aufzubauen; dies war eine 14-köpfige Band, die jedoch wenig erfolgreich war. Dunham kehrte wieder zum Casa Loma Orchestra, zurück wo er weitere acht Jahre blieb. Im Frühjahr verließ er Casa Loma endgültig und gründete sein Ensemble Sonny Dunham and his Orchestra. Dieses - stilistisch von Jimmie Luncefords Orchester beeinflusst - war von einem Hersteller von Trompeten-Mundstücken gesponsert und wurde auf Talentsuche nach unbekannten, jungen Trompetern geschickt. Auf diese Weise entdeckte Dunham schließlich den jungen Pete Candoli. Das Orchester trat in den großen Ballsälen der Vereinigten Staaten auf, wie auch in den New Yorker Hotels, dem New Yorker und den Pennsylvania Hotels, im Tune Town und im Roseland Ballroom sowie im Frank Dailey’s Meadowbrook oder im Hollywood Palladium 1942, wo sie auch an einem Hollywood-Film der Universal Pictures (Behind the Eight Bal) mitwirkten. Sonny Dunham fungierte dabei auch als musikalischer Leiter. Seine Band war dann auch in dem Universal-Kurzfilm Jivin' Jam Session zu sehen. Ein Soundie von 1942 war Sleepy Lagoon mit dem Bandsänger Ray Kellogg.
Dunham nahm für die Label Bluebird, Hit und Vogue Records auf. Neben Pete Candoli begann die Karriere einer Reihe später bekannter Jazzmusiker in Dunhams Band, wie u. a. Bob Bates, Conte Candoli, Emmett Carls, Corky Corcoran, Allen Eager, Moe Koffman, Don Lamond, Don Lanphere, Zoot Sims und Kai Winding sowie George Dale Williams als Arrangeur. Bandsänger waren Harriet Clark und Dorothy Claire sowie 1943 Don Darcy und Billy Usher. Am Ende der Big Band Ära hatte sein Orchester nur noch wenige Auftrittsmöglichkeiten; so löste Sonny Dunham sein Orchester 1951 auf und arbeitete bei Tommy Dorsey.
In den 1960er Jahren lebte er in Florida und arbeitete mit einem kleineren Ensemble, mit dem er vorwiegend auf Kreuzfahrtschiffen spielte. Nachdem der wegen Lippenproblemen seine aktive Musikerkarriere beenden musste, organisierte er Bands für die Schiffsrouten.

## Würdigung
Sein Trompetenspiel bis in höchste Register brachte ihm den Spitznamen the Man from Mars ein; er wurde deswegen auch 1939  in die allererste Metronome All-Stars Band aufgenommen, wo er  mit Startrompetern wie Bunny Berigan, Charlie Spivak und Harry James spielte. Dunham war Komponist des Titels „Come and Git It“.